# Daneshkada
Daneshkada (persisch دانشکده, DMG Dāneškada) war eine monatlich erscheinende Literaturzeitschrift, die vom Teheraner Verlagshaus von April 1918 bis April 1919 herausgegeben wurde. Neben der Zeitschrift Bahār war Daneshkada die zweite literarische Zeitschrift, die in Persien veröffentlicht wurde. Daneshkada wurde von dem Dichter, Literaturkritiker und Gelehrten Moḥammad-Taqi Malek-al-Šoʿarāʾ Bahār gegründet und nach seiner Organisation benannt, der führende persische Literaten, wie Ḡolām-Reżā Rašid Yāsemi, ʿAli-Asḡar Heḳmat, ʿAbbas Eqbāl und Saʿid Nafisi, angehörten. Der Großteil der Artikel, Gedichte und Übersetzungen, die in der Daneshkada erschienen, stammten von ihnen. Die Zeitschrift hatte einen starken Einfluss auf die literarische Entwicklung Persiens des frühen 20. Jahrhunderts. Die Ziele der Zeitschrift wurden von Bahār wie folgt definiert: Daneshkada sollte die Literatur innovativ erweitern und fördern, ohne dabei jedoch mit den traditionellen Normen zu brechen. Die Zeitschrift übernahm auch Teile der westlichen Literatur und enthielt Übersetzungen einiger Werke von Johann Friedrich Schiller, Alexandre Dumas, Jean de La Fontaine und anderen europäischen Schriftstellern.